# Traffic shaping
Per traffic shaping (detto anche packet shaping) si intende l'insieme di operazioni di controllo sul traffico di una rete dati finalizzate a ottimizzare o a garantire le prestazioni di trasmissione, ridurre o controllare i tempi di latenza e sfruttare al meglio la banda disponibile tramite l'accodamento e il ritardo dei pacchetti che soddisfano determinati criteri.

## Descrizione
Lo shaping si realizza tipicamente mediante un sistema di accodamento e prioritizzazione dei pacchetti in uscita.
Il meccanismo determina, sulla base delle condizioni di traffico istantanee, della priorità assegnata al pacchetto e dei limiti di banda prestabiliti, se un determinato pacchetto può essere trasmesso o deve essere accodato per essere trasmesso in un momento successivo. Un algoritmo tipico di shaping è l'algoritmo token bucket.